# Avenue Céramique
De Avenue Céramique is een straat in het centrum van de Nederlandse stad Maastricht. De Avenue Céramique is de belangrijke straat in het stadsdeel Céramique en de voornaamste uitvalsweg van Wyck naar Randwyck en verder naar het zuiden. Aan de brede laan liggen enkele culturele gebouwen, zoals het Bonnefantenmuseum, de Wiebengahal en het Centre Céramique. De bebouwing kan gezien worden als een architectonische staalkaart van de jaren negentig.

## Geschiedenis
De naam van de Avenue Céramique is ontleend aan de aardewerkfabriek Société Céramique, die vanaf de tweede helft van de negentiende eeuw in dit gebied was gevestigd. In 1958 fuseerde de fabriek met de lokale concurrent De Sphinx, waarna de aardewerkproductie in Wyck geleidelijk werd afgebouwd. Omstreeks 1980 lag het fabrieksterrein grotendeels braak.
In 1987 begon de herontwikkeling van het 23 ha grote terrein, waarvoor de architect Jo Coenen het masterplan maakte. De meeste industriële gebouwen werden gesloopt, op een enkele uitzondering na (de Wiebengahal bijvoorbeeld). De twee directeursvilla's aan het einde van de Wilhelminasingel werden evenmin gespaard, omdat hier de Avenue Céramique, de nieuwe hoofdader van de wijk, moest aansluiten op het bestaande wegennet. Meteen na de aansluiting van de Wilhelminasingel op de avenue, maakt de laatste een ruime bocht naar rechts, waarmee Coenen wilde aangeven dat de oude stad hier ophield en de nieuwe stad begon. De Avenue Céramique moest een straat worden met allure, met aan weerszijden gebouwen van hoogstaande architectuur. Als referentie dienden de hoofdstraten in het Plan Zuid van Berlage. De laan werd uiteindelijk iets breder (42 m) dan de Wilhelminasingel (ca. 35 m), waar ze met een ruime bocht op aansluit. De aanleg ervan, die 10 miljoen gulden kostte, inclusief forse bomen van tweeduizend gulden per stuk, vond plaats in 1993, nog voordat de echte bouw begon.
Voor de diverse kantoor- en appartementengebouwen werden gerenommeerde architecten gevraagd, zoals Aldo Rossi, Mario Botta, Álvaro Siza, Cruz y Ortiz, Herman Hertzberger, Hubert-Jan Henket, Wiel Arets en Charles Vandenhove. Jo Coenen ontwierp zelf ook een aantal gebouwen, met name rondom het Plein 1992. Tussen de avenue en het Plein 1992 ligt het Centre Céramique (bibliotheek en cultureel centrum) van Coenen. Aan de zuidzijde verrees het Bonnefantenmuseum van Aldo Rossi. Van de Wiebengahallen zou aanvankelijk een groter deel bewaard blijven, maar dit kon uiteindelijk toch niet in de nieuwbouwplannen van Rossi worden ingepast. Andere beeldbepalende bouwwerken werden: La Fortezza (van de Zwitser Botta), de Toren van Siza (van de Portugees Siza) en de Stoa (van de Zwitser Snozzi).
De appartementen in de diverse gebouwencomplexen behoren over het algemeen tot het duurdere marktsegment. Alle gebouwen zijn voorzien van inpandige parkeergarages. Een relatief groot aantal appartementen wordt gemeubileerd verhuurd aan bijvoorbeeld expats. Sommige complexen bieden extra service voor ouderen. Op de begane grond van de appartementengebouwen bevinden zich diverse winkels, voornamelijk (luxe) woonwinkels, computer- en elektronicazaken, en enkele bankfilialen. Aan de Avenue Céramique ligt een vijftal grotere kantoorpanden, waarin bedrijven en instellingen als Vodafone (Nederlands hoofdkantoor), Bayer Medical Care en Rijkswaterstaat gehuisvest zijn.
Het appartementengebouw Patio Sevilla kwam in 2003 landelijk in het nieuws door het zogenaamde 'balkondrama'. Van het nauwelijks een jaar eerder opgeleverde gebouw stortten enkele balkons naar beneden, waarbij twee bewoners om het leven kwamen.

## Openbare ruimte
De Avenue Céramique is een brede straat (42 meter) met brede trottoirs en een groene middenberm. De laan maakt ondanks de forse gebouwen een groene indruk door de middenberm en vier rijen Chinese hemelbomen. Ook bestaat er een optische verbinding met de binnentuinen. Voor de inrichting van de straat is gebruikgemaakt van hoogwaardige materialen. Bij La Fortezza bevindt zich een fontein, die de bocht in de straat en de ronde vormen van het gebouw benadrukt. De overgang van de avenue naar het hoger gelegen Plein 1992 wordt gemarkeerd door een brede trappartij.
Bij de openbare gebouwen aan de straat zijn kunstwerken te vinden. Bij de gracht op de zuidoosthoek van het Centre Céramique staat het kunstwerk Vlinder en bloem van Ine van Helfteren uit 1999, dat van keramisch materiaal is samengesteld. Op het plein tussen het Bonnefantenmuseum en de Wiebengahal (waarin enkele jaren een dependance van het Nederlands Architectuurinstituut was gevestigd) stonden tot circa 2020 twee gele pylonen, die een postume reconstructie zijn van een ontwerp van kunstenaar-architect Aldo Rossi. De nog aanwezige gemetselde sokkels staan er anno 2022 verloren bij. In de noordelijke binnenhof van het Vodafone-gebouw staat het kunstwerk Ontkiemende vormen van Désirée Tonnaer uit 2004.
De Stars of Europe op de rotonde aan de zuidzijde van de Avenue Céramique is bedoeld als monument voor het in Maastricht gesloten Verdrag van Maastricht van de Europese Unie. Het kunstwerk is een gezamenlijk project van de kunstenaressen Maura Biava en Ruby van den Munckhof en bestaat uit aluminium palen met sterren die draaien in de wind. Er zijn 35 sterren: 12 grote en 23 kleine, die tezamen de eenwording van Europa symboliseren. De grote sterren verwijzen daarbij naar de twaalf landen die tot de Europese Top van 1991 in Maastricht de oorspronkelijke Europese Economische Gemeenschap vormden. De 23 kleinere sterren verwijzen naar de nieuwe lidstaten die sinds de ondertekening van het Verdrag van Maastricht en de oprichting van de Europese Unie in 1992 erbij zijn gekomen. In totaal zijn er nu 27 lidstaten; van de 35 sterren zijn er dus nog 8 niet in gebruik. Op de sterren zijn citaten van belangrijke Europese denkers gegraveerd (o.a. Victor Hugo, Montesqieu, Umberto Eco, George Steiner, Stefan Zweig, Thomas Mann, Julia Kristeva, Marina Warner en Vaclav Havel ). Het kunstwerk, een gezamenlijk initiatief van de gemeente Maastricht en de provincie Limburg, werd op 7 februari 2002 - exact tien jaar na het ondertekenen van het verdrag - onthuld door de voormalige minister van Buitenlandse Zaken Hans van den Broek.

## Architectuur
De gebouwen aan de Avenue Céramique zijn hieronder paarsgewijs afgebeeld en van noord naar zuid. Vermeld worden: de gebruikelijke naam en de hoofdfunctie van het gebouw, de (hoofd)architect en het opleveringsjaar.
| Afbeelding | Naam en functie gebouw (westzijde straat)                                    | Architect     | Jaar | Afbeelding | Naam en functie gebouw (oostzijde straat)       | Architect          | Jaar       |
| ---------- | ---------------------------------------------------------------------------- | ------------- | ---- | ---------- | ----------------------------------------------- | ------------------ | ---------- |
|            | Woongebouw Arco Íris                                                         | Álvaro Siza   | 1998 |            | La Fortezza (noordvleugel, kantoren)            | Mario Botta        | 1999       |
|            | Toren van Siza (woontoren)                                                   | Álvaro Siza   | 2000 |            | La Fortezza (centraalbouw, appartementen)       | Mario Botta        | 1999       |
|            | Centre Céramique (bibliotheek, cultureel centrum)                            | Jo Coenen     | 1999 |            | La Fortezza (zuidvleugel, kantoren)             | Mario Botta        | 1999       |
|            | Seniorencomplex Résidence Sonneville                                         | bOb Van Reeth | 1997 |            | Woongebouw Résidence Cortile (ook Grote Circus) | Bruno Albert       | 1999, 2003 |
|            | Woongebouw La Forme                                                          | Hari Gulikers | 2007 |            | Kantoorgebouw Rijkswaterstaat                   | Hubert-Jan Henket  | 1998       |
|            | Woongebouw Patio Sevilla                                                     | Cruz y Ortiz  | 2002 |            | Woongebouw Jardin Céramique (ook Kleine Circus) | MBM Arquitectes    | 1998       |
|            | Wiebengahal (oorspronkelijk fabiekshal, nu kantoorgebouw en SRAL-werkplaats) | Jan Wiebenga  | 1912 |            | Woongebouw Maison Céramique                     | Charles Vandenhove | 2009       |
|            | Bonnefantenmuseum (museum van oude en hedendaagse kunst)                     | Aldo Rossi    | 1993 |            | Kantoorgebouw Il Fiore                          | Herman Hertzberger | 2002       |
|            | Kantoorgebouw Vodafone Libertel                                              | Arno Meijs    | 1998 |            | Kantoorgebouw Indigo                            | Wiel Arets         | 1995       |